# Агнес Дуранті
Агнес Дуранті (18 грудня 2000 , Сполето, Умбрія ) — італійська гімнастка, що виступає в груповій першості. Бронзова призерка Олімпійських ігор в Токіо. Чемпіонка та багаторазова призерка чемпіонатів світу та Європи.

## Результати на турнірах
| Рік  | Змагання         | Команда | ГП | 5 | 3 + 2 |
| ---- | ---------------- | ------- | -- | - | ----- |
| 2017 | Чемпіонат світу  |         | 4  | 1 | 4     |
| 2018 | Чемпіонат Європи |         | 2  | 1 | 2     |
| 2018 | Чемпіонат світу  |         | 2  | 3 | 1     |
| Рік  | Змагання         | Команда | ГП | 5 | 4 + 3 |
| 2019 | Європейські ігри |         | 4  | 4 | 4     |
| 2019 | Чемпіонат світу  | 4       | 5  | 6 | 3     |
| 2021 | Чемпіонат Європи |         | 2  | 5 | 3     |
| 2021 | Олімпійські ігри |         | 3  |   |       |
| 2021 | Чемпіонат світу  | 2       | 2  | 2 | 1     |
| Рік  | Змагання         | Команда | ГП | 5 | 3 + 2 |
| 2022 | Чемпіонат Європи | 2       | 2  | 1 | 1     |
| 2022 | Чемпіонат світу  | 1       | 4  | 1 | 2     |
| 2023 | Чемпіонат світу  | 3       | 4  | 3 |       |
| 2024 | Чемпіонат Європи | 2       | 2  | 1 | 7     |
| 2024 | Олімпійські ігри |         | 2  |   |       |